# Шухеи Терада
Шухеи Терада (јап. 寺田 周平; 23. јун 1975) бивши је јапански фудбалер.

## Каријера
Током каријере је играо за Кавасаки Фронтале.

## Репрезентација
За репрезентацију Јапана дебитовао је 2008. године. За тај тим је одиграо 6 утакмица.

## Статистика
| Јапан  | Јапан   | Јапан  |
| Година | Наступи | Голови |
| ------ | ------- | ------ |
| 2008.  | 4       | 0      |
| 2009.  | 2       | 0      |
| Укупно | 6       | 0      |